# 温少鹤

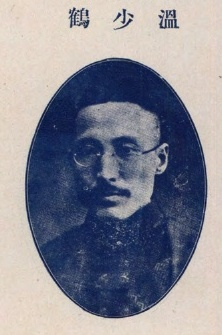
温少鹤

温少鹤（1888年1月24日—1968年7月6日），名嗣康，四川省巴县人，实业家，原重庆市商会主席。

## 生平
温少鹤毕业于四川高等学堂，后在重庆从事教育等工作，担任过巴县中学校长、巴县教育局局长。1914年创办《商务时报》。1923年加入重庆市商会，1925年创办重庆市商会私立商业职业学校并任校长，后又兼任董事长。1927年起任重庆市商会主席。1929年筹资创办了重庆自来水公司并任公司监察委员会副主席。同年参与了重庆大学的创立，为重庆大学筹备委员会常务委员。抗日战争前，参与筹组巴县汽车公路股份有限公司，出任总经理。抗战期间于1937年当选重庆市临时参议会参议员。中华人民共和国成立后，曾任中国民主建国会重庆市主任委员，重庆市政协副主席，重庆市人民政府副市长，第三届全国人大代表，第二、三届全国政协委员等。
1968年逝世，享年80岁。